# Lage wolken

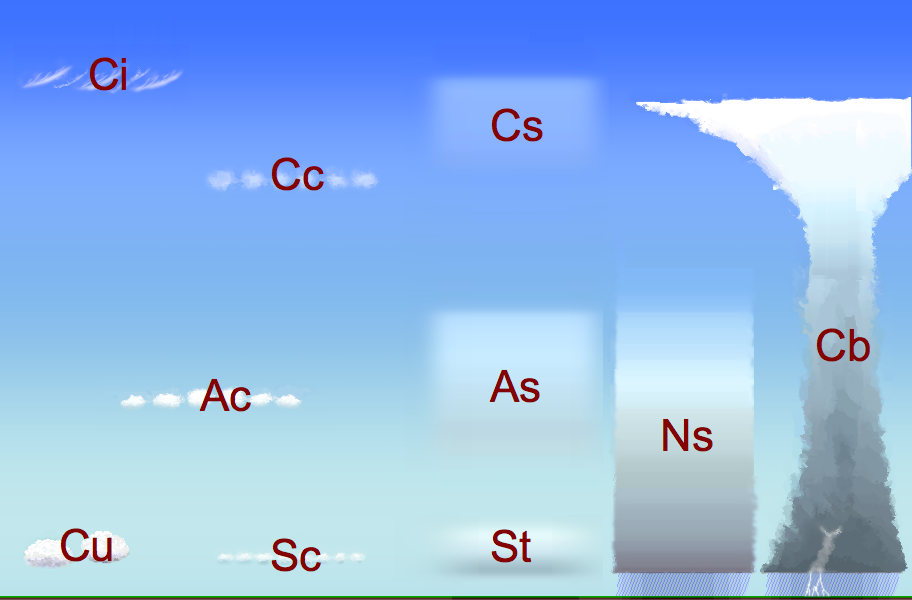

Lage wolken zijn een wolkenfamilie uit de internationale wolkenclassificatie. De hoogte van de lage wolken is afhankelijk van de luchtdichtheid en de temperatuur ter plaatse.
Men vindt de lage wolken op hoogtes tot ongeveer 2 km. In tegenstelling tot de hoge wolken en de middelhoge wolken, bevinden zich in de lage wolken alleen vloeibare waterdruppeltjes.
Lage wolken kan men verdelen in 2 of 3 geslachten, namelijk:
- Stapelvormig - Stratocumulus en eventueel Cumulus
- Laagvormig - Stratus